# Wereldbeker alpineskiën 2018/2019
Het FIS wereldbeker alpineskiën seizoen 2018/2019 was het 53e seizoen sinds het seizoen 1966/1967. De reeks wedstrijden werd op zaterdag 27 oktober 2018 geopend met de traditionele reuzenslalom voor vrouwen in het Oostenrijkse skioord Sölden in Tirol. Het seizoen werd op zondag 17 maart 2019 afgesloten met een reuzenslalom voor vrouwen en een slalom voor mannen in het Andorrese Soldeu.
De alpineskiër die op het einde van het seizoen de meeste punten had verzameld, won de algemene wereldbeker. Ook per discipline werd een apart wereldbekerklassement opgemaakt.

## Mannen

### Kalender
| Datum | Plaats                 | Onderdeel            | Eerste                             | Tweede                             | Derde                                                    |
| --- | ---------------------- | -------------------- | ---------------------------------- | ---------------------------------- | -------------------------------------------------------- |
| 28/10/2018 | Sölden                 | Reuzenslalom         | Afgelast                           | Afgelast                           | Afgelast                                                 |
| 18/11/2018 | Levi                   | Slalom               | Marcel Hirscher                    | Henrik Kristoffersen               | André Myhrer                                             |
| 24/11/2018 | Lake Louise            | Afdaling             | Max Franz                          | Christof Innerhofer                | Dominik Paris                                            |
| 25/11/2018 | Lake Louise            | Super G              | Kjetil Jansrud                     | Vincent Kriechmayr                 | Mauro Caviezel                                           |
| 30/11/2018 | Beaver Creek           | Afdaling             | Beat Feuz                          | Mauro Caviezel                     | Aksel Lund Svindal                                       |
| 01/12/2018 | Beaver Creek           | Super G              | Max Franz                          | Mauro Caviezel                     | Aksel Lund Svindal Dominik Paris Aleksander Aamodt Kilde |
| 02/12/2018 | Beaver Creek           | Reuzenslalom         | Stefan Luitz                       | Marcel Hirscher                    | Thomas Tumler                                            |
| 08/12/2018 | Val d'Isere            | Reuzenslalom         | Marcel Hirscher                    | Henrik Kristoffersen               | Matts Olsson                                             |
| 09/12/2018 | Val d'Isere            | Slalom               | Afgelast                           | Afgelast                           | Afgelast                                                 |
| 14/12/2018 | Val Gardena            | Super G              | Aksel Lund Svindal                 | Christof Innerhofer                | Kjetil Jansrud                                           |
| 15/12/2018 | Val Gardena            | Afdaling             | Aleksander Aamodt Kilde            | Max Franz                          | Beat Feuz                                                |
| 16/12/2018 | Alta Badia             | Reuzenslalom         | Marcel Hirscher                    | Thomas Fanara                      | Alexis Pinturault                                        |
| 17/12/2018 | Alta Badia             | Parallelreuzenslalom | Marcel Hirscher                    | Thibaut Favrot                     | Alexis Pinturault                                        |
| 19/12/2018 | Saalbach-Hinterglemm   | Reuzenslalom         | Žan Kranjec                        | Loïc Meillard                      | Mathieu Faivre                                           |
| 20/12/2018 | Saalbach-Hinterglemm   | Slalom               | Marcel Hirscher                    | Loïc Meillard                      | Henrik Kristoffersen                                     |
| 22/12/2018 | Madonna di Campiglio   | Slalom               | Daniel Yule                        | Marco Schwarz                      | Michael Matt                                             |
| 28/12/2018 | Bormio                 | Afdaling             | Dominik Paris                      | Christof Innerhofer                | Beat Feuz                                                |
| 29/12/2018 | Bormio                 | Super G              | Dominik Paris                      | Matthias Mayer                     | Aleksander Aamodt Kilde                                  |
| 01/01/2019 | Oslo                   | City Event           | Marco Schwarz                      | Dave Ryding                        | Ramon Zenhäusern                                         |
| 06/01/2019 | Zagreb                 | Slalom               | Marcel Hirscher                    | Alexis Pinturault                  | Manuel Feller                                            |
| 12/01/2019 | Adelboden              | Reuzenslalom         | Marcel Hirscher                    | Henrik Kristoffersen               | Thomas Fanara                                            |
| 13/01/2019 | Adelboden              | Slalom               | Marcel Hirscher                    | Clément Noël                       | Henrik Kristoffersen                                     |
| 18/01/2019 | Wengen                 | Alpine Combinatie    | Marco Schwarz                      | Victor Muffat-Jeandet              | Alexis Pinturault                                        |
| 19/01/2019 | Wengen                 | Afdaling             | Vincent Kriechmayr                 | Beat Feuz                          | Aleksander Aamodt Kilde                                  |
| 20/01/2019 | Wengen                 | Slalom               | Clément Noël                       | Manuel Feller                      | Marcel Hirscher                                          |
| 25/01/2019 | Kitzbühel              | Afdaling             | Dominik Paris                      | Beat Feuz                          | Otmar Striedinger                                        |
| 26/01/2019 | Kitzbühel              | Slalom               | Clément Noël                       | Marcel Hirscher                    | Alexis Pinturault                                        |
| 27/01/2019 | Kitzbühel              | Super G              | Josef Ferstl                       | Johan Clarey                       | Dominik Paris                                            |
| 29/01/2019 | Schladming             | Slalom               | Marcel Hirscher                    | Alexis Pinturault                  | Daniel Yule                                              |
| 02/02/2019 | Garmisch-Partenkirchen | Afdaling             | Afgelast, vanwege hevige sneeuwval | Afgelast, vanwege hevige sneeuwval | Afgelast, vanwege hevige sneeuwval                       |
| 03/02/2019 | Garmisch-Partenkirchen | Reuzenslalom         | Afgelast, vanwege hevige sneeuwval | Afgelast, vanwege hevige sneeuwval | Afgelast, vanwege hevige sneeuwval                       |
| 5 tot en met 17 februari 2019: Wereldkampioenschappen alpineskiën 2019 in Åre (telt niet mee voor wereldbeker) |                        |                      |                                    |                                    |                                                          |
| 19/02/2019 | Stockholm              | City Event           | Ramon Zenhäusern                   | André Myhrer                       | Marco Schwarz                                            |
| 22/02/2019 | Bansko                 | Alpine Combinatie    | Alexis Pinturault                  | Marcel Hirscher                    | Štefan Hadalin                                           |
| 23/02/2019 | Bansko                 | Super G              | Afgelast, vanwege hevige sneeuwval | Afgelast, vanwege hevige sneeuwval | Afgelast, vanwege hevige sneeuwval                       |
| 24/02/2019 | Bansko                 | Reuzenslalom         | Henrik Kristoffersen               | Marcel Hirscher                    | Thomas Fanara                                            |
| 02/03/2019 | Kvitfjell              | Afdaling             | Dominik Paris                      | Beat Feuz                          | Matthias Mayer                                           |
| 03/03/2019 | Kvitfjell              | Super G              | Dominik Paris                      | Kjetil Jansrud                     | Beat Feuz                                                |
| 09/03/2019 | Kranjska Gora          | Reuzenslalom         | Henrik Kristoffersen               | Rasmus Windingstad                 | Marco Odermatt                                           |
| 10/03/2019 | Kranjska Gora          | Slalom               | Ramon Zenhäusern                   | Henrik Kristoffersen               | Marcel Hirscher                                          |
| 13/03/2019 | Soldeu                 | Afdaling             | Dominik Paris                      | Kjetil Jansrud                     | Otmar Striedinger                                        |
| 14/03/2019 | Soldeu                 | Super G              | Dominik Paris                      | Mauro Caviezel                     | Vincent Kriechmayr                                       |
| 16/03/2019 | Soldeu                 | Reuzenslalom         | Alexis Pinturault                  | Marco Odermatt                     | Žan Kranjec                                              |
| 17/03/2019 | Soldeu                 | Slalom               | Clément Noël                       | Manuel Feller                      | Daniel Yule                                              |

### Eindstanden
| Algemeen klassement | Algemeen klassement     | Algemeen klassement | Algemeen klassement | Algemeen klassement | Algemeen klassement   | Algemeen klassement | Algemeen klassement | Algemeen klassement | Algemeen klassement | Algemeen klassement | Algemeen klassement |
| #                   | Naam                    | Land                | Punten              | #                   | Naam                  | Land                | Punten              | #                   | Naam                | Land                | Punten              |
| ------------------- | ----------------------- | ------------------- | ------------------- | ------------------- | --------------------- | ------------------- | ------------------- | ------------------- | ------------------- | ------------------- | ------------------- |
| 1                   | Marcel Hirscher         | AUT                 | 1546                | 11                  | Clément Noël          | FRA                 | 551                 | 21                  | Max Franz           | AUT                 | 408                 |
| 2                   | Alexis Pinturault       | FRA                 | 1145                | 12                  | Daniel Yule           | SUI                 | 551                 | 22                  | Žan Kranjec         | SLO                 | 399                 |
| 3                   | Henrik Kristoffersen    | NOR                 | 1047                | 13                  | Kjetil Jansrud        | NOR                 | 537                 | 23                  | Josef Ferstl        | GER                 | 353                 |
| 4                   | Dominik Paris           | ITA                 | 950                 | 14                  | Ramon Zenhäusern      | SUI                 | 521                 | 24                  | Marco Odermatt      | SUI                 | 334                 |
| 5                   | Vincent Kriechmayr      | AUT                 | 739                 | 15                  | Loïc Meillard         | SUI                 | 502                 | 25                  | Dave Ryding         | GBR                 | 334                 |
| 6                   | Beat Feuz               | SUI                 | 722                 | 16                  | Christof Innerhofer   | ITA                 | 501                 | 26                  | Manfred Mölgg       | ITA                 | 333                 |
| 7                   | Mauro Caviezel          | SUI                 | 696                 | 17                  | Matthias Mayer        | AUT                 | 496                 | 27                  | Hannes Reichelt     | AUT                 | 302                 |
| 8                   | Aleksander Aamodt Kilde | NOR                 | 651                 | 18                  | Victor Muffat-Jeandet | FRA                 | 481                 | 28                  | André Myhrer        | SWE                 | 300                 |
| 9                   | Marco Schwarz           | AUT                 | 560                 | 19                  | Johan Clarey          | FRA                 | 434                 | 29                  | Matts Olsson        | SWE                 | 296                 |
| 10                  | Manuel Feller           | AUT                 | 558                 | 20                  | Aksel Lund Svindal    | NOR                 | 419                 | 30                  | Thomas Fanara       | FRA                 | 289                 |

| Afdaling | Afdaling                | Afdaling | Afdaling |
| #        | Naam                    | Land     | Punten   |
| -------- | ----------------------- | -------- | -------- |
| 1        | Beat Feuz               | SUI      | 540      |
| 2        | Dominik Paris           | ITA      | 520      |
| 3        | Vincent Kriechmayr      | AUT      | 339      |
| 4        | Aleksander Aamodt Kilde | NOR      | 284      |
| 5        | Mauro Caviezel          | SUI      | 282      |
| 6        | Christof Innerhofer     | ITA      | 276      |
| 7        | Bryce Bennett           | USA      | 236      |
| 8        | Johan Clarey            | FRA      | 234      |
| 9        | Max Franz               | AUT      | 222      |
| 10       | Aksel Lund Svindal      | NOR      | 200      |

| Super G | Super G                 | Super G | Super G |
| #       | Naam                    | Land    | Punten  |
| ------- | ----------------------- | ------- | ------- |
| 1       | Dominik Paris           | ITA     | 430     |
| 2       | Vincent Kriechmayr      | AUT     | 346     |
| 3       | Mauro Caviezel          | SUI     | 324     |
| 4       | Kjetil Jansrud          | NOR     | 316     |
| 5       | Aleksander Aamodt Kilde | NOR     | 299     |
| 6       | Matthias Mayer          | AUT     | 295     |
| 7       | Aksel Lund Svindal      | NOR     | 219     |
| 8       | Johan Clarey            | FRA     | 200     |
| 9       | Josef Ferstl            | GER     | 197     |
| 10      | Christof Innerhofer     | ITA     | 191     |

| Combinatie | Combinatie            | Combinatie | Combinatie |
| #          | Naam                  | Land       | Punten     |
| ---------- | --------------------- | ---------- | ---------- |
| 1          | Alexis Pinturault     | FRA        | 160        |
| 2          | Marco Schwarz         | AUT        | 100        |
| 3          | Mauro Caviezel        | SUI        | 90         |
| 4          | Ricardo Tonetti       | ITA        | 82         |
| 5          | Marcel Hirscher       | AUT        | 80         |
| 5          | Victor Muffat-Jeandet | FRA        | 80         |
| 7          | Štefan Hadalin        | SLO        | 73         |
| 8          | Romed Baumann         | AUT        | 54         |
| 9          | Vincent Kriechmayr    | AUT        | 53         |
| 10         | Pavel Trichitsjev     | RUS        | 47         |

| Reuzenslalom | Reuzenslalom         | Reuzenslalom | Reuzenslalom |
| #            | Naam                 | Land         | Punten       |
| ------------ | -------------------- | ------------ | ------------ |
| 1            | Marcel Hirscher      | AUT          | 680          |
| 2            | Henrik Kristoffersen | NOR          | 516          |
| 3            | Alexis Pinturault    | FRA          | 469          |
| 4            | Žan Kranjec          | SLO          | 344          |
| 5            | Loïc Meillard        | SUI          | 313          |
| 6            | Matts Olsson         | SWE          | 296          |
| 7            | Thomas Fanara        | FRA          | 289          |
| 8            | Marco Odermatt       | SUI          | 245          |
| 9            | Mathieu Faivre       | FRA          | 239          |
| 10           | Tommy Ford           | USA          | 221          |

| Slalom | Slalom               | Slalom | Slalom |
| #      | Naam                 | Land   | Punten |
| ------ | -------------------- | ------ | ------ |
| 1      | Marcel Hirscher      | AUT    | 786    |
| 2      | Clément Noël         | FRA    | 551    |
| 3      | Daniel Yule          | SUI    | 551    |
| 4      | Ramon Zenhäusern     | SUI    | 521    |
| 5      | Henrik Kristoffersen | NOR    | 516    |
| 6      | Alexis Pinturault    | FRA    | 453    |
| 7      | Marco Schwarz        | AUT    | 411    |
| 8      | Manuel Feller        | AUT    | 388    |
| 9      | Dave Ryding          | GBR    | 334    |
| 10     | André Myhrer         | SWE    | 300    |

## Vrouwen

### Kalender
| Datum | Plaats                 | Onderdeel         | Eerste                             | Tweede                             | Derde                              |
| --- | ---------------------- | ----------------- | ---------------------------------- | ---------------------------------- | ---------------------------------- |
| 27/10/2018 | Sölden                 | Reuzenslalom      | Tessa Worley                       | Federica Brignone                  | Mikaela Shiffrin                   |
| 17/11/2018 | Levi                   | Slalom            | Mikaela Shiffrin                   | Petra Vlhová                       | Bernadette Schild                  |
| 24/11/2018 | Killington             | Reuzenslalom      | Federica Brignone                  | Ragnhild Mowinckel                 | Stephanie Brunner                  |
| 25/11/2018 | Killington             | Slalom            | Mikaela Shiffrin                   | Petra Vlhová                       | Frida Hansdotter                   |
| 30/11/2018 | Lake Louise            | Afdaling          | Nicole Schmidhofer                 | Michelle Gisin                     | Kira Weidle                        |
| 01/12/2018 | Lake Louise            | Afdaling          | Nicole Schmidhofer                 | Cornelia Hütter                    | Michelle Gisin                     |
| 02/12/2018 | Lake Louise            | Super G           | Mikaela Shiffrin                   | Ragnhild Mowinckel                 | Viktoria Rebensburg                |
| 08/12/2018 | Sankt Moritz           | Super G           | Mikaela Shiffrin                   | Lara Gut-Behrami                   | Tina Weirather                     |
| 09/12/2018 | Sankt Moritz           | Parallelslalom    | Mikaela Shiffrin                   | Petra Vlhová                       | Wendy Holdener                     |
| 18/12/2018 | Val Gardena            | Afdaling          | Ilka Štuhec                        | Nicol Delago                       | Nicole Schmidhofer                 |
| 19/12/2018 | Val Gardena            | Super G           | Ilka Štuhec                        | Tina Weirather Nicole Schmidhofer  |                                    |
| 21/12/2018 | Courchevel             | Reuzenslalom      | Mikaela Shiffrin                   | Viktoria Rebensburg                | Tessa Worley                       |
| 22/12/2018 | Courchevel             | Slalom            | Mikaela Shiffrin                   | Petra Vlhová                       | Frida Hansdotter                   |
| 28/12/2018 | Semmering              | Reuzenslalom      | Petra Vlhová                       | Viktoria Rebensburg                | Tessa Worley                       |
| 29/12/2018 | Semmering              | Slalom            | Mikaela Shiffrin                   | Petra Vlhová                       | Wendy Holdener                     |
| 01/01/2019 | Oslo                   | City Event        | Petra Vlhová                       | Mikaela Shiffrin                   | Wendy Holdener                     |
| 05/01/2019 | Zagreb                 | Slalom            | Mikaela Shiffrin                   | Petra Vlhová                       | Wendy Holdener                     |
| 08/01/2019 | Flachau                | Slalom            | Petra Vlhová                       | Mikaela Shiffrin                   | Katharina Liensberger              |
| 12/01/2019 | St. Anton              | Afdaling          | Afgelast, vanwege hevige sneeuwval | Afgelast, vanwege hevige sneeuwval | Afgelast, vanwege hevige sneeuwval |
| 13/01/2019 | St. Anton              | Super G           | Afgelast, vanwege hevige sneeuwval | Afgelast, vanwege hevige sneeuwval | Afgelast, vanwege hevige sneeuwval |
| 15/01/2019 | Kronplatz              | Reuzenslalom      | Mikaela Shiffrin                   | Tessa Worley                       | Marta Bassino                      |
| 18/01/2019 | Cortina d'Ampezzo      | Afdaling          | Ramona Siebenhofer                 | Ilka Štuhec                        | Stephanie Venier                   |
| 19/01/2019 | Cortina d'Ampezzo      | Afdaling          | Ramona Siebenhofer                 | Nicole Schmidhofer                 | Ilka Štuhec                        |
| 20/01/2019 | Cortina d'Ampezzo      | Super G           | Mikaela Shiffrin                   | Tina Weirather                     | Tamara Tippler                     |
| 26/01/2019 | Garmisch-Partenkirchen | Super G           | Nicole Schmidhofer                 | Sofia Goggia                       | Lara Gut-Behrami                   |
| 27/01/2019 | Garmisch-Partenkirchen | Afdaling          | Stephanie Venier                   | Sofia Goggia                       | Kira Weidle                        |
| 01/02/2019 | Maribor                | Reuzenslalom      | Mikaela Shiffrin Petra Vlhová      |                                    | Ragnhild Mowinckel                 |
| 02/02/2019 | Maribor                | Slalom            | Mikaela Shiffrin                   | Anna Swenn-Larsson                 | Wendy Holdener                     |
| 5 tot en met 17 februari 2019: Wereldkampioenschappen alpineskiën 2019 in Åre (telt niet mee voor wereldbeker) |                        |                   |                                    |                                    |                                    |
| 19/02/2019 | Stockholm              | City Event        | Mikaela Shiffrin                   | Christina Geiger                   | Anna Swenn-Larsson                 |
| 23/02/2019 | Crans-Montana          | Afdaling          | Sofia Goggia                       | Nicole Schmidhofer                 | Corinne Suter                      |
| 24/02/2019 | Crans-Montana          | Alpine Combinatie | Federica Brignone                  | Roni Remme                         | Wendy Holdener                     |
| 02/03/2019 | Sotsji                 | Super G           | Afgelast, vanwege hevige sneeuwval | Afgelast, vanwege hevige sneeuwval | Afgelast, vanwege hevige sneeuwval |
| 03/03/2019 | Sotsji                 | Super G           | Afgelast, vanwege hevige sneeuwval | Afgelast, vanwege hevige sneeuwval | Afgelast, vanwege hevige sneeuwval |
| 08/03/2019 | Špindlerův Mlýn        | Reuzenslalom      | Petra Vlhová                       | Viktoria Rebensburg                | Mikaela Shiffrin                   |
| 09/03/2019 | Špindlerův Mlýn        | Slalom            | Mikaela Shiffrin                   | Wendy Holdener                     | Petra Vlhová                       |
| 13/03/2019 | Soldeu                 | Afdaling          | Mirjam Puchner                     | Viktoria Rebensburg                | Corinne Suter                      |
| 14/03/2019 | Soldeu                 | Super G           | Viktoria Rebensburg                | Tamara Tippler                     | Federica Brignone                  |
| 16/03/2019 | Soldeu                 | Slalom            | Mikaela Shiffrin                   | Wendy Holdener                     | Petra Vlhová                       |
| 17/03/2019 | Soldeu                 | Reuzenslalom      | Mikaela Shiffrin                   | Alice Robinson                     | Petra Vlhová                       |

### Eindstanden
| Algemeen klassement | Algemeen klassement | Algemeen klassement | Algemeen klassement | Algemeen klassement | Algemeen klassement   | Algemeen klassement | Algemeen klassement | Algemeen klassement | Algemeen klassement | Algemeen klassement | Algemeen klassement |
| #                   | Naam                | Land                | Punten              | #                   | Naam                  | Land                | Punten              | #                   | Naam                | Land                | Punten              |
| ------------------- | ------------------- | ------------------- | ------------------- | ------------------- | --------------------- | ------------------- | ------------------- | ------------------- | ------------------- | ------------------- | ------------------- |
| 1                   | Mikaela Shiffrin    | USA                 | 2204                | 11                  | Anna Swenn-Larsson    | SWE                 | 486                 | 21                  | Lara Gut-Behrami    | SUI                 | 356                 |
| 2                   | Petra Vlhová        | SVK                 | 1355                | 12                  | Katharina Liensberger | AUT                 | 483                 | 22                  | Sofia Goggia        | ITA                 | 348                 |
| 3                   | Wendy Holdener      | SUI                 | 1079                | 13                  | Katharina Truppe      | AUT                 | 470                 | 23                  | Romane Miradoli     | FRA                 | 341                 |
| 4                   | Viktoria Rebensburg | GER                 | 814                 | 14                  | Tessa Worley          | FRA                 | 460                 | 24                  | Ricarda Haaser      | AUT                 | 326                 |
| 5                   | Nicole Schmidhofer  | AUT                 | 771                 | 15                  | Ramona Siebenhofer    | AUT                 | 458                 | 25                  | Kira Weidle         | GER                 | 319                 |
| 6                   | Federica Brignone   | ITA                 | 764                 | 16                  | Michelle Gisin        | SUI                 | 442                 | 26                  | Tamara Tippler      | AUT                 | 316                 |
| 7                   | Ragnhild Mowinckel  | NOR                 | 675                 | 17                  | Tina Weirather        | LIE                 | 411                 | 27                  | Marta Bassino       | ITA                 | 287                 |
| 8                   | Frida Hansdotter    | SWE                 | 654                 | 18                  | Corinne Suter         | SUI                 | 393                 | 28                  | Nadia Fanchini      | ITA                 | 285                 |
| 9                   | Stephanie Venier    | AUT                 | 528                 | 19                  | Bernadette Schild     | AUT                 | 363                 | 29                  | Jasmine Flury       | SUI                 | 279                 |
| 10                  | Ilka Štuhec         | SLO                 | 507                 | 20                  | Kristin Lysdahl       | NOR                 | 357                 | 30                  | Christina Geiger    | GER                 | 277                 |

| Afdaling | Afdaling           | Afdaling | Afdaling |
| #        | Naam               | Land     | Punten   |
| -------- | ------------------ | -------- | -------- |
| 1        | Nicole Schmidhofer | AUT      | 468      |
| 2        | Stephanie Venier   | AUT      | 372      |
| 3        | Ramona Siebenhofer | AUT      | 354      |
| 4        | Ilka Štuhec        | SLO      | 343      |
| 5        | Kira Weidle        | GER      | 307      |
| 6        | Corinne Suter      | SUI      | 288      |
| 7        | Sofia Goggia       | ITA      | 220      |
| 8        | Nicol Delago       | ITA      | 219      |
| 9        | Michelle Gisin     | SUI      | 207      |
| 10       | Nadia Fanchini     | ITA      | 201      |

| Super G | Super G             | Super G | Super G |
| #       | Naam                | Land    | Punten  |
| ------- | ------------------- | ------- | ------- |
| 1       | Mikaela Shiffrin    | USA     | 350     |
| 2       | Nicole Schmidhofer  | AUT     | 303     |
| 3       | Tina Weirather      | LIE     | 268     |
| 4       | Viktoria Rebensburg | GER     | 257     |
| 5       | Ragnhild Mowinckel  | NOR     | 247     |
| 6       | Tamara Tippler      | AUT     | 183     |
| 7       | Lara Gut-Behrami    | SUI     | 178     |
| 8       | Federica Brignone   | ITA     | 165     |
| 9       | Stephanie Venier    | AUT     | 156     |
| 10      | Jasmine Flury       | SUI     | 154     |

| Combinatie | Combinatie         | Combinatie | Combinatie |
| #          | Naam               | Land       | Punten     |
| ---------- | ------------------ | ---------- | ---------- |
| 1          | Federica Brignone  | ITA        | 100        |
| 2          | Roni Remme         | CAN        | 80         |
| 3          | Wendy Holdener     | SUI        | 60         |
| 4          | Rahel Kopp         | SUI        | 50         |
| 5          | Patrizia Dorsch    | GER        | 45         |
| 6          | Christina Ager     | AUT        | 40         |
| 7          | Romane Miradoli    | FRA        | 36         |
| 8          | Priska Nufer       | SUI        | 32         |
| 9          | Marta Bassino      | ITA        | 29         |
| 10         | Ragnhild Mowinckel | NOR        | 26         |

| Reuzenslalom | Reuzenslalom        | Reuzenslalom | Reuzenslalom |
| #            | Naam                | Land         | Punten       |
| ------------ | ------------------- | ------------ | ------------ |
| 1            | Mikaela Shiffrin    | USA          | 615          |
| 2            | Petra Vlhová        | SVK          | 478          |
| 3            | Tessa Worley        | FRA          | 460          |
| 4            | Viktoria Rebensburg | GER          | 380          |
| 5            | Federica Brignone   | ITA          | 360          |
| 6            | Ragnhild Mowinckel  | NOR          | 277          |
| 7            | Wendy Holdener      | SUI          | 254          |
| 8            | Stephanie Brunner   | AUT          | 195          |
| 9            | Marta Bassino       | ITA          | 188          |
| 10           | Ricarda Haaser      | AUT          | 176          |

| Slalom | Slalom                | Slalom | Slalom |
| #      | Naam                  | Land   | Punten |
| ------ | --------------------- | ------ | ------ |
| 1      | Mikaela Shiffrin      | USA    | 1160   |
| 2      | Petra Vlhová          | SVK    | 877    |
| 3      | Wendy Holdener        | SUI    | 681    |
| 4      | Anna Swenn-Larsson    | SWE    | 486    |
| 5      | Frida Hansdotter      | SWE    | 479    |
| 6      | Katharina Truppe      | AUT    | 379    |
| 7      | Katharina Liensberger | AUT    | 350    |
| 8      | Christina Geiger      | GER    | 277    |
| 9      | Bernadette Schild     | AUT    | 271    |
| 10     | Kristin Lysdahl       | NOR    | 237    |

## Uitzendrechten
- Duitsland: ARD/ZDF[9]
- Finland: Yle
- Nederland: Eurosport
- Noorwegen: NRK
- Zweden: SVT[10][11]
- Zwitserland: SRG SSR[12]